# Conservatieve Volkspartij van Estland
De Conservatieve Volkspartij van Estland (Estisch: Eesti Konservatiivne Rahvaerakond; afgekort EKRE) is een nationalistische en rechts-conservatieve politieke partij in Estland die geleid wordt door Martin Helme (zoon van oprichter en voormalig voorzitter Mart Helme). De partij ontstond in 2012 door een fusie van de Estse Volksunie (Eestimaa Rahvaliit) en de Patriottische Beweging (Eesti Rahvuslik Liikumine).
Inzake het immigratiestandpunt gaat men uit van een sterk doorleefd identitarisme. De partij staat voor onder meer voor versterking van de Estische staat, afwijzing van het Verdrag van Lissabon en bestrijding van de "linkse geslachtsideologie".

## Verkiezingsresultaten
Bij de parlementsverkiezingen van 2015 behaalde de EKRE zeven zetels in de Riigikogu, het nationale parlement van Estland. Vier jaar later, in 2019, werd dit zetelaantal uitgebreid naar 19, waarna de partij deel ging uitmaken van het tweede kabinet van premier Jüri Ratas. In deze regering vormde de EKRE een coalitie met de Centrumpartij en Isamaa. Na de val van dit kabinet in januari 2021 belandde de EKRE weer in de oppositie. Bij de parlementsverkiezingen van 2023 raakte de partij twee zetels kwijt.
Bij de Europese verkiezingen van 2019 behaalde de partij één zetel in het Europees Parlement. De Europarlementariër namens de partij werd Jaak Madison.